# حد (منطق)
حد در منطق به معنی تعریف چیزی به ذاتیات است یا به عبارت دیگر مرکّب از جنس و فصل است به طوری که جنس و فصل به حمل ذاتی «به طریق ماهو» بر محدود حمل شوند. مثل تعریف انسان به حیوان ناطق. یا ساعت به ماشین زمان نما

## انواع حد

### حد تام
به حدی که مشتمل بر همه ذاتیاتِ چیزی که در پی تعرف آن هستیم باشد، حد تام می‌گویند.
حد تام بوسیلهٔ جنس قریب و فصل قریب است
مثلاً در تعریف جسم می‌گوییم «جوهر ذو ابعاد ثلاثة» که «جوهر» جنس قریب و «ذو ابعاد ثلاثة» فصل قریب آن است. حد تام تمام ماهیت و حقیقت چیزی را بیان می‌کند بنابراین، ذاتیات را دربردارد و به همین دلیل، کاملترین و بهترین نوع تعریف است.

### حد ناقص
به حدی که مشتمل بر همه ذاتیات نباشد، حد ناقص می‌گویند.
حد ناقص بوسیلهٔ فصل قریب وجنس بعید است.
مثلاً در تعریف انسان بگوییم «جسم ناطق» یا «جنس نامی ناطق». که در اینجا جسم جنس بعید و ناطق فصل قریب است. یا در تعریف ساعت بگوییم «جسم زمان نما».